# Anton Müller (Schriftsteller)

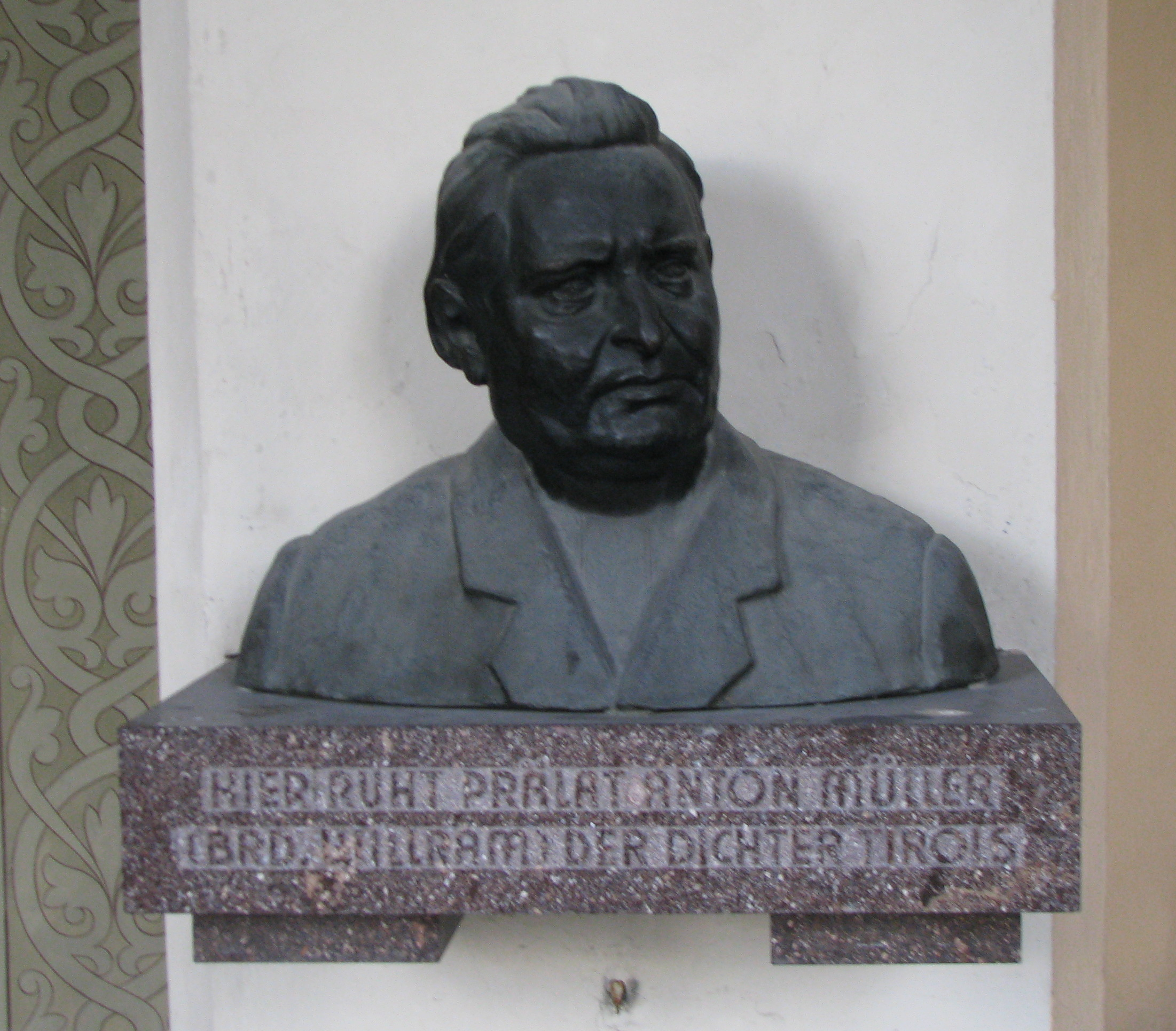
Büste Anton Müllers am Innsbrucker Westfriedhof

Anton Müller, besser bekannt unter dem Pseudonym Bruder Willram (* 10. März 1870 in Bruneck; † 16. Februar 1939 in Innsbruck), war ein Tiroler Schriftsteller und Priester. Sein Werk umfasst vor allem Heimatgedichte und katholische Literatur.

## Leben

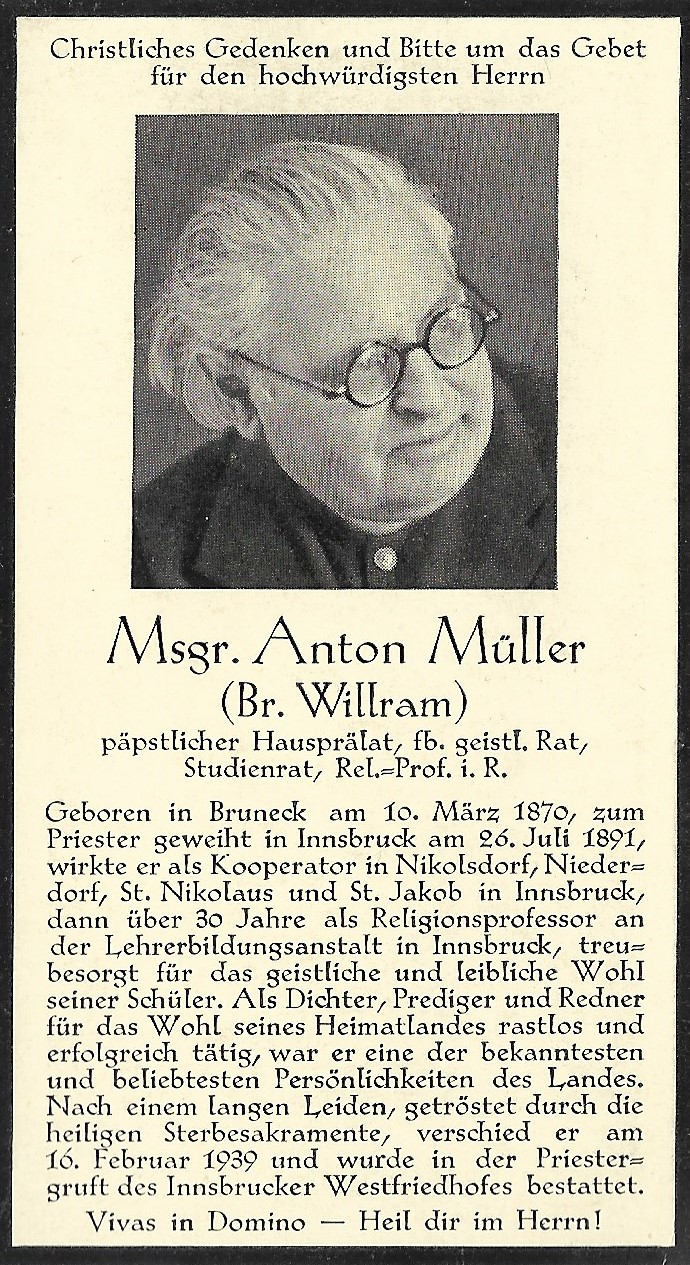
Partezettel für Anton Müller, 1939

Als Sohn einer Zimmermannsfamilie aufgewachsen, trat Anton Müller nach dem Besuch des bischöflichen Konvikts Vinzentinum in Brixen in das ebendortige Priesterseminar ein. Da bereits zu dieser Zeit seine dichterische Ader erkennbar war, schloss er sich dem Dichterkreis Netheborn an, bei dem es auch üblich war, dass sich die Mitglieder Künstlernamen zulegten. So kam Anton Müller zu dem Namen Bruder Willram, der ihn allerdings so sehr prägte, dass sein eigentlicher Name völlig zurücktrat und er bis heute Vielen nur unter diesem Pseudonym bekannt ist. 1892 erhielt er im Brixner Dom die Priesterweihe. Es folgten Kaplansjahre in Nikolsdorf, wo er seinen ersten Gedichtband Kiesel und Krystall veröffentlichte. Die Jahre 1899 bis 1901 verbrachte er in Rom an der Universität, wo er sich vor allem in Archäologie und Kunstgeschichte weiterbildete. Nach seinen Studien kam er nach Innsbruck, wo er wiederum als Kooperator eingesetzt wurde, bis er 1903 als Religionsprofessor an der Lehrerbildungsanstalt eine Anstellung fand, die er bis zu seinem Pensionsantritt 1933 fortführte.
Neben seiner beruflichen Tätigkeit betätigte sich Anton Müller als Volksredner, Prediger und Dichter, wobei seine kriegsverherrlichenden Schriften aus dem Ersten Weltkrieg zu vielen Kontroversen führten. Karl Kraus bezeichnete seine Schriften 1920 in der Fackel als „blutbesoffenes Geistesprodukt eines grässlichen Kriegslyrikers“. Nach dem Krieg gründete Müller den Bruder-Willram-Bund in Innsbruck, der sich vor allem für mittellose Jugendliche einsetzte.
Von seinen vielen Veröffentlichungen wurden einige mit Preisen versehen.

## Werke (Auswahl)
- Wanderweisen und Heimatlieder, 1897
- In wachen Träumen, 1901
- Blütenstaub und Blättergold, 1903
- Heliotrop, 1905
- Grünes Laub und weißer Flieder, 1906
- Aus goldenen Tagen, 1910
- Bilder auf Goldgrund, 1912
- Das blutige Jahr, 1915
- Der lange Kampf, 1917
- Aus Herz und Heimat, 1918
- Unter morgenländischem Himmel, 1923